# 億首川
億首川（おくくびがわ）は、沖縄本島中部を流れる全長8.0kmの川（二級河川)。国頭郡恩納村を源流とし、金武町で太平洋に注いでいる。流域面積は16.4平方キロである。

## 金武ダム
当河川唯一のダムとして金武ダムがある。このダムは同じ名称で、新旧2つのダムが建設された。
旧・金武ダム
1961年に、アメリカ陸軍工兵隊によって建設された。2011年5月31日付で用途廃止。
新・金武ダム
旧ダムの下流に新たに1993年に着工された。当時は「億首ダム」の名称で、2011年4月に運用を開始。2014年2月に金武ダムに改称された。

## 交わる道路
沖縄自動車道が、金武ダムの上を通る。国道329号が、下流域で交わる。